# كالفين إتش. ويلي
كالفين إتش. ويلي (بالإنجليزية: Calvin H. Wiley)‏ (3 فبراير 1819 - 11 يناير 1887)؛ سياسي وروائي أمريكي.